# Fabijana
Fabio je žensko osebno ime.

## Izvor imena
V Sloveniji je ime Fabijana različica moškega osebnega imena Fabijan.

## Pogostost imena
Po podatkih Statističnega urada Republike Slovenije je bilo na dan 31. decembra 2007 v Sloveniji število ženskih oseb z imenom Fabijana: 9.